# B.I
Kim Han-bin (en hangul, 김한빈; Cheonan, 22 de octubre de 1996), más conocido por su nombre artístico B.I (en hangul, 비아이), es un rapero, cantante, compositor, productor discográfico y bailarín surcoreano. Anteriormente miembro de la banda de K-pop iKon, B.I debutó como solista en 2021 con su single álbum Midnight Blue (Love Streaming) y su álbum completo Waterfall.

## Carrera
En enero de 2011 se unió como aprendiz de la agencia YG Entertainment, de la que fue miembro hasta junio de 2019, cuando su contrato fue terminado a causa de una noticia en la que se le acusaba de haber intentado comprar drogas.

### Música
Realizó su debut musical en 2009, participando en el sencillo "Indian Boy" de MC Mong, teniendo también una participación en el vídeo musical. Poco después, realizó una aparición en el video musical de MC Mong, "Horror Show". 
Formó parte del programa de supervivencia "WIN: Who Is Next", donde concursó junto al Equipo B. En septiembre de 2014 se anunció que el Equipo B volvería a competir, ahora en el programa de supervivencia "Mix & Match". El show resultó en el debut del Equipo B junto el aprendiz Jung Chan-woo bajo el nombre de IKON. 
En 2014 B.I. lanzó su single digital titulado "Be.I", el cual se convirtió en el primer single del programa "Show Me the Money 3" en encabezar las listas.  
En octubre del mismo año participó en el sencillo "Born Hater" de Epik High, junto a Beenzino, Verbal Jint, Bobby y Mino. La canción fue interpretada durante los 2014 Mnet Asian Music Awards.
En junio de 2017, B.I apareció con Bobby en la pista Bomb del álbum de estudio "4X2=8" de PSY.
En mayo de 2019 participó en el sencillo "No One" (누구없소) de la cantante Lee Hi. El mismo año, se desempeñó como productor del sencillo titulado "1,2" (한두번) de su EP "24 °C".

#### iKON
El 15 de septiembre de 2015, debutó como miembro de IKON, con su primer sencillo "My Type", seguido de los títulos "Rhythm Ta" y "Airplane". Su primera aparición como grupo fue durante el programa de música Inkigayo de SBS el 4 de octubre del mismo año. Obtuvieron un premio por el sencillo "My Type". 
Fue productor y compositor de varias canciones para el grupo, destacando "Love Scenario", por la que fue reconocido como compositor del año en diciembre de 2018, durante la entrega de los premios 10th Melon Music Awards.  
En junio de 2019 se anunció su salida del grupo, luego de que la noticia que lo vinculaba a un intento de compra de drogas se hiciera pública.

### Televisión
Después de estar dos años como aprendiz formó parte del programa de supervivencia "WIN: Who Is Next", donde concursó junto al Equipo B.
En 11 de septiembre de 2014 se emitió el programa de supervivencia  Mix & Match de Mnet conformado por 9 aprendices de YG Entertainment (Equipo B más 3 nuevos aprendices), en donde B.I participó como miembro oficial próximo a debutar.
El 14 de mayo de 2014 B.I junto al rapero Bobby se unieron al programa "Show Me the Money 3" de Mnet.
En diciembre de 2015, B.I junto a su compañero Jinhwan se unieron al elenco del programa "Mari and I".
En 2019 se anunció que se uniría al elenco del programa Law of the Jungle in Thailand. Sin embargo, después de la controversia que significó su salida del grupo, el programa anunció que en los episodios ya grabados se intentaría reducir la aparición de B.I. lo más posible.
El 7 de mayo de 2019 se anunció que aparecería como invitado en el programa "Grand Buda-guest" de JTBC2. Igual que en el caso anterior, el programa dio a conocer que se editaría dicha aparición para dejarlo fuera.

## Discografía

### Álbumes de estudio
- 2024: Tadaima (ただいま?)[9]
- 2023: Love or Loved Part.2[10]
- 2023: To Die For
- 2022: Love or Loved Part.1
- 2021: Cosmos
- 2021: Waterfall
- 2021: Midnight Blue (Love Streaming)

### Sencillos
- 2024: «Tasty»
- 2024: «Wish You Were Here»[9]
- 2024: «Kowai» (怖い?)[11]
- 2023: «Loved»[12]
- 2023: «4 Letters» (feat. James Reid)[13]
- 2023: «Dare To Love» (겁도없이) (feat. Big Naughty)
- 2023: «Die For Love» (feat. Jessi)
- 2023: «TTM» (con Sik-K y Reddy)
- 2022: «Keep Me Up»
- 2022: «Lullaby» (con Chuu)
- 2022: «BTBT» (con Soulja Boy, feat. DeVita)
- 2021: «Cosmos»
- 2021: «Lost At Sea (Illa Illa 2)» (con Bipolar Sunshine y Afgan)
- 2021: «Illa Illa» (해변)
- 2021: «Got It Like That» (con Destiny Rogers y Tyla Yaweh)
- 2021: «Re-Birth» (다음생)
- 2021: «Midnight Blue» (깊은 밤의 위로)
- 2015: «Anthem» (이리오너라) (con Bobby)
- 2014: «Be I»

### Canciones como artista invitado
- 2024: «Good Memories» (좋았던 기억만) (Gist feat. B.I)
- 2023: «INFJ» (Big Naughty feat. B.I, Bang Ye-dam)[14]
- 2023: «Smoke (Remix)» (Dynamic Duo, Zico, B.I, Jay Park, Changmo, Jessi)[15]
- 2023: «Jacuzzi» (James Reid, B.I, DJ Flict)[16]
- 2023: «Sorry, I Hate You» (미안해 널 미워해) (Sik-K feat. B.I)[17]
- 2023: «R.I.P» (Kid Milli feat. B.I)
- 2022: «Handsome» (Padi feat. B.I, Nucksal, Kid Milli, Gaeko)
- 2021: «Savior» (구원자) (Lee Hi feat. B.I)
- 2021: «Acceptance Speech» (수상소감) (Epik High feat. B.I)
- 2019: «No One» (누구 없소) (Lee Hi feat. B.I)
- 2018: «Mollado» (몰라도) (Seungri feat. B.I)
- 2017: «Bomb» (Psy feat. B.I y Bobby)
- 2014: «Born Hater» (Epik High feat. Beenzino, Verbal Jint, B.I, Mino y Bobby)
- 2009: «Indian Boy» (MC Mong feat. Jang-geun y B.I)[18]

### Apariciones en vídeos musicales
- 2024: «Wish You Were Here» (B.I)[9]
- 2023: «INFJ» (Big Naughty feat. B.I, Bang Ye-dam), dirigido por Mingi Kang[19]
- 2023: «Jacuzzi» (James Reid, B.I, DJ Flict), dirigido por Hiromi Uematsu[20]
- 2023: «Loved» (B.I), dirigido por Byul Yun[12][21]
- 2023: «TTM» (B.I, Sik-K y Reddy), dirigido por Choi Chang-hwi[22]
- 2022: «Keep Me Up» (B.I), dirigido por Nalim Cho[23]
- 2022: «Handsome» (Padi feat. B.I, Nucksal, Kid Milli, Gaeko), dirigido por Kwonee[24]
- 2022: «BTBT» (B.I y Soulja Boy, feat. DeVita), dirigido por Nalim Cho[25]
- 2022: «BTBT» (B.I feat. DeVita), dirigido por Lee Su-ho[26]
- 2021: «Nineteen» (B.I), dirigido por Kim In-tae[27]
- 2021: «Cosmos» (B.I), dirigido por Woogie Kim[28]
- 2021: «Savior» (구원자) (Lee Hi feat. B.I), dirigido por Hong Min-ho[29]
- 2021: «Illa Illa» (해변) (B.I), dirigido por Woogie Kim[30]
- 2021: «Waterfall» (B.I)
- 2021: «Got It Like That» (B.I, Destiny Rogers y Tyla Yaweh)
- 2019: «No One» (누구 없소) (Lee Hi feat. B.I), dirigido por Han Sa-min[31]
- 2014: «Born Hater» (Epik High feat. Beenzino, Verbal Jint, B.I, Mino y Bobby)
- 2009: «Indian Boy» (MC Mong feat. Jang-geun y B.I)

## Filmografía

### Programas de variedades
| Año        | Programa                                  | Notas                                                     |
| ---------- | ----------------------------------------- | --------------------------------------------------------- |
| 2019       | Grand Buda-guest                          | miembro                                                   |
| 2019       | Law of the Jungle in Lost Jungle & Island | (ep. #368) - miembro                                      |
| 2015, 2018 | Running Man                               | invitado - ep. 416 - junto a Bobby invitado - ep. 278-279 |
| 2015       | Mari and I                                | miembro                                                   |
| 2014       | Mix & Match                               | concursante                                               |
| 2014       | Show Me the Money 3                       | concursante                                               |
| 2013       | WIN: Who Is Next                          | concursante                                               |

## Premios y nominaciones
| Año  | Organización        | Premio                  | Resultado | Ref.   |
| ---- | ------------------- | ----------------------- | --------- | ------ |
| 2023 | Hanteo Music Awards | Special Award (Hip-hop) | Ganador   | [ 32 ] |
| 2023 | Hanteo Music Awards | Emerging Artist Award   | Nominado  | [ 33 ] |
| 2018 | Melon Music Awards  | Song Writer Award       | Ganador   | [ 34 ] |